# St. Matthews (Kentucky)
St. Matthews es una ciudad ubicada en el condado de Jefferson en el estado estadounidense de Kentucky. En el Censo de 2010 tenía una población de 17472 habitantes y una densidad poblacional de 1.561,21 personas por km².

## Geografía
St. Matthews se encuentra ubicada en las coordenadas 38°14′58″N 85°38′16″O / 38.24944, -85.63778. Según la Oficina del Censo de los Estados Unidos, St. Matthews tiene una superficie total de 11.19 km², de la cual 11.15 km² corresponden a tierra firme y (0.35%) 0.04 km² es agua.

## Demografía
Según el censo de 2010, había 17472 personas residiendo en St. Matthews. La densidad de población era de 1.561,21 hab./km². De los 17472 habitantes, St. Matthews estaba compuesto por el 87.56% blancos, el 6.05% eran afroamericanos, el 0.19% eran amerindios, el 2.6% eran asiáticos, el 0.02% eran isleños del Pacífico, el 1.66% eran de otras razas y el 1.92% pertenecían a dos o más razas. Del total de la población el 4.41% eran hispanos o latinos de cualquier raza.